# 北福爾克里克鎮區 (北卡羅萊納州亞德金縣)
北福爾克里克鎮區（英語：North Fall Creek Township）是位於美國北卡羅萊納州亞德金縣的一個鎮區。

## 地方資料
北福爾克里克鎮區的面積為57.40平方千米，當中陸地面積為56.46平方千米，而水域面積為0.94平方千米。根據2020年美國人口普查的數據，當地共有人口1328人，而人口密度為每平方千米23.14人。